# Armata Confederata della Virginia Settentrionale
L'Armata Confederata della Virginia Settentrionale (Confederate Army of Northern Virginia) fu la principale forza militare degli Stati Confederati d'America sul fronte orientale della Guerra di secessione americana. Fu assai spesso schierata contro l'Armata del Potomac unionista. Essa è annoverata fra le più prestigiose élite militari della storia.
Il nome Armata della Virginia Settentrionale si riferisce alla sua area principale d'operazioni, così come la maggior parte dei nomi delle Armate Confederate. L'Armata inizialmente ebbe il nome di Armata del Potomac, nata dal riassetto dell'Armata dello Shenandoah, ed ebbe il nuovo nome di Armata della Virginia Settentrionale il 14 marzo 1862. In aggiunta ai Virginiani, essa inglobò reggimenti provenienti da ogni parte della Confederazione, anche quelli lontani come il Texas e l'Arkansas. Milizie dei Territori del Nuovo Messico e dell'Arizona servirono anch'essi nell'Armata.

## Struttura di comando
Il primo comandante dell'Armata della Virginia Settentrionale fu il generale Pierre Gustave Toutant Beauregard, seguito da Joseph E. Johnston. Il generale Robert E. Lee, il suo più noto e definitivo comandante, ne assunse il comando il 1º giugno 1862, dopo che Johnston fu ferito nella battaglia di Seven Pines.
Nel primo anno del suo comando, Lee ebbe due comandanti principali subordinati. L'"ala destra" dell'esercito fu sotto il comando del tenente generale James Longstreet e l'"ala sinistra" sotto il tenente generale Thomas J. "Stonewall" Jackson. La cavalleria fu guidata dal maggior generale "Jeb" Stuart e la Riserva d'Artiglieria dal brigadier generale William N. Pendleton. A seguito della morte di Jackson dopo la battaglia di Chancellorsville, Lee riorganizzò l'Armata in tre Corpi, sotto James Longstreet, Richard S. Ewell e Ambrose P. Hill. Questa riforma in 3 Corpi d'Armata restò valida fino alla fine della guerra sebbene i loro comandanti cambiassero frequentemente nel 1864 e 1865.

## Armata confederata del Potomac
L'Armata del Potomac (confederata), il cui nome ebbe corta vita, fu comandata dal brigadier generale Pierre Gustave Toutant Beauregard. Il suo principale impegno combattente fu la prima battaglia di Bull Run (battaglia della Prima Manassas, nel lessico militare confederato). Dopo Bull Run, l'Armata dello Shenandoah confluì nell'Armata del Potomac con il generale Joseph E. Johnston, comandante dell'Armata dello Shenandoah, che ne assunse il comando. L'Armata del Potomac fu ribattezzata Armata della Virginia Settentrionale il 14 marzo 1862, con l'originaria Armata di Beauregard dispiegato nuovamente come I Corpo d'armata dell'Armata della Virginia Settentrionale.

## Campagne e battaglie

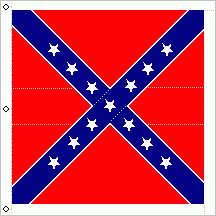
La bandierina esercito del Armata Confederata della Virginia Settentrionale

L'Armata combatté in un certo numero di campagne e di battaglie, fra cui:
1. Campagna Peninsulare (1862): Fair Oaks (Seven Pines)
2. Battaglie dei Sette Giorni (1862): Gaines' Mill, Malvern Hill
3. Campagna della Virginia del Nord (1862): Seconda Manassas (Seconda Bull Run/Seconda Manassas)
4. Campagna del Maryland (1862): Sharpsburg (Antietam)
5. Campagna di Fredericksburg (1862): Fredericksburg
6. Campagna di Chancellorsville (1863): Chancellorsville
7. Campagna di Gettysburg (1863): Gettysburg
8. Campagna di Bristoe (1863):
9. Campagna di Mine Run (1863):
10. Campagna Terrestre (1864): Wilderness, Spotsylvania Court House, Cold Harbor
11. Campagna Richmond-Petersburg (1864)–65: Assedio di Petersburg, inclusa la battaglia del Cratere
12. Campagna di Appomattox (1865): Five Forks

Il 9 aprile 1865 l'Armata della Virginia Settentrionale si arrese all'Armata del Potomac ad Appomattox Court House mettendo fine alla Guerra di secessione, col generale Lee che firmò i documenti di resa al generale Ulysses S. Grant.

## Caratteristiche
L'Armata era nota per la sua aggressività e la sua audacia, quasi sempre espresse in battaglia contro un avversario che numericamente la surclassava, talora (come ad Antietam e Chancellorsville) con un rapporto 2:1.

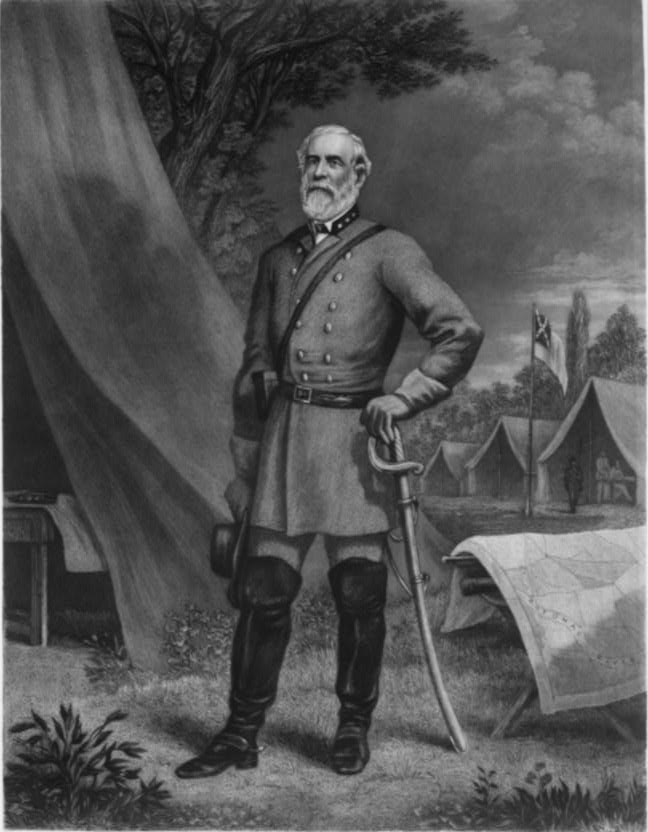
General Robert E. Lee, comandante dell'Armata della Virginia Settentrionale

L'Addio all'Armata della Virginia Settentrionale di Robert E. Lee mostrò tutta l'ammirazione dei suoi uomini nei suoi confronti e la devozione di Lee per i suoi uomini:
Dopo quattro anni di arduo servizio, contrassegnato da insuperabile coraggio e forza d'animo, l'Armata della Virginia Settentrionale è stata costretta ad arrendersi per inferiorità numerica e di risorse.
Non ho bisogno di dire ai sopravvissuti di tante accanite battaglie che sono rimasti risoluti fino all'ultimo che ho acconsentito a ciò non perché nutrissi sfiducia nei loro confronti ma perché sentivo che il valore e la devozione non avrebbero potuto realizzare alcunché in grado di compensare le perdite che li avrebbero colpiti qualora la situazione non fosse mutata. Ho deciso di evitare inutili sacrifici a tutti coloro i cui passati servigi sono stati cari ai loro compatrioti. A termine d'accordo, ufficiali e uomini possono tornare alle loro case e rimanervi fino a nuovi cambiamenti.
Potete portare con voi la soddisfazione che deriva dalla coscienza di un dovere adempiuto fedelmente ed io onestamente prego che Dio misericordioso voglia estendere a voi le Sue benedizioni e la Sua protezione.
Con un'ammirazione senza fine per la vostra costanza e la devozione per il vostro Paese, e con un grato ricordo della vostra gentile e generosa considerazione che avete avuto nei miei riguardi, io mi accomiato da voi tutti con un affezionato addio.